# جمهوری‌خواهان (آلمان)
جمهوری‌خواهان (آلمانی: Die Republikaner) یک حزب محافظه‌کار ملی در کشور آلمان می‌باشد. این حزب در ۲۶ نوامبر ۱۹۸۳ تشکیل شده‌است و مقر آن در شهر مونیخ در ایالت بایرن می‌باشد.